# Vladimir (Ulcinj)
Pour les articles homonymes, voir Vladimir.
Vladimir,Katerkolle(en albanais) (en serbe cyrillique : Владимир) est un village du sud-est du Monténégro, dans la municipalité d'Ulcinj.

## Démographie

### Évolution historique de la population
| 1948 | 1953 | 1961 | 1971 | 1981 | 1991  | 2003 |
| ---- | ---- | ---- | ---- | ---- | ----- | ---- |
| 459  | 528  | 657  | 774  | 971  | 1 019 | 802  |